# 有目共賞
有目共賞（英語：Bundle Award，來港前稱），是一匹在澳洲和香港出賽的賽駒，來港後練馬師是蔡約翰。

## 簡介
來港服役前「有目共賞」曾在澳洲由練馬師韋萊士及韋俊燊訓練，並在當地三奪頭馬。其後，「有目共賞」被運來香港服役，加盟蔡約翰馬房。
2024年12月22日，「有目共賞」於香港首次出賽。
2025年1月19日，「有目共賞」打開其在港的勝利之門。
2025年3月23日，湯普新策騎「有目共賞」出戰四歲系列賽尾關香港打吡大賽，取得第七名。
2025年5月4日，潘頓策騎「有目共賞」勝出國際三級賽皇太后紀念盃。賽事中，潘頓策「有目共賞」出閘時左腳腳踏滑移，令他在賽事早段須用左手調整腳踏去糾正。賽後，潘頓說道：「馬兒躍出時觸碰閘廂左側，這更是我早前受傷的左腳，所以令我有點疼痛。其他對手沿途以慢步速競跑，這對我們有利，因為牠是全場各匹參賽馬中，竄勁最強的一駒。最後賽事演變成各駒一同作短程衝刺的局面。跑至尚有一段途程才到終點時，我想我們已勝劵在握，問題在於牠最後會以甚麼姿態將牠們越過。馬兒一直在學習中，牠今日做得十分好。」練馬師蔡約翰說道：「我們會視乎賽後牠恢復得如何。牠現時的評分尚未達至角逐該賽（渣打冠軍暨遮打盃）的水準，且讓我們再看看牠有甚麼賽事可供選擇。牠屢次為我們取得佳績，今日同樣表現優異。馬兒今日作出增程角逐這項新嘗試，仍能摘下頭馬，完成一項重要任務。賽前我們較難預計其他對手將採取何等戰略競跑，但賽事看來較大機會出現偏慢步速。跑至賽事中後段，牠看來已甚具機會在此掄元，一切只在乎於馬兒本身是否具備正確態度及決心爭勝。牠一向體力充沛，我認為馬兒需要進一步學習競賽為何物，進一步學懂如何在賽事中制勝。」

## 在港勝出賽事全紀錄
| 比賽日期   | 賽事名稱             | 賽事班次 | 賽道 | 賽事路程 | 比賽馬場 | 名次 | 完成時間 | 騎師   |
| ---------- | -------------------- | -------- | ---- | -------- | -------- | ---- | -------- | ------ |
| 19/01/2025 | 活力先生讓賽         | 第三班   | 草地 | 1400米   | 沙田馬場 | 1    | 1:21.59  | 麥道朗 |
| 09/03/2025 | 賈炳達讓賽           | 第二班   | 草地 | 1800米   | 沙田馬場 | 1    | 1:46.82  | 湯普新 |
| 04/05/2025 | 皇太后紀念盃（讓賽） | G3       | 草地 | 2400米   | 沙田馬場 | 1    | 2:29.72  | 潘頓   |

## 在港一級賽出賽全紀錄
| 比賽日期   | 賽事名稱         | 賽事班次 | 賽道 | 賽事路程 | 比賽馬場 | 名次 | 完成時間 | 騎師   |
| ---------- | ---------------- | -------- | ---- | -------- | -------- | ---- | -------- | ------ |
| 25/05/2025 | 渣打冠軍暨遮打盃 | G1       | 草地 | 2400米   | 沙田馬場 | 5    | 2:27.37  | 艾兆禮 |

## 外部連結
- . 2025-05-04  [2025-05-04].